# Választások Kirgizisztánban
Kirgizisztánban nemzeti szinten  államfőt – elnököt – és törvényhozást választanak. Az elnököt közvetlenül választják (a nép választja) hat éves időtartamra; korábban ez négy év volt, majd rövid ideig öt év. A parlament (Dzsogorku Kenes) 120 tagját az arányos képviselet szabályai szerint töltik fel.

## Parlamenti választások
1995–2000-ben az országnak kétkamarás parlamentje volt, mely a Törvényhozó Gyűlésből és a Népképviselők Gyűléséből állt. 2000-ben a két háznak összesen 105 képviselője volt. 2005-től a parlament egykamarás lett 75 képviselővel.

### 2015
Az új választójogi törvény a parlamentbe jutáshoz 7%-os „küszöb"-öt állapított meg, és az ezt elért pártoknak mindegyik régióban legalább a szavazatok 0,7%-át kellett megszerezniük.  Ennek alapján hat párt képviselői foglalhatták el helyüket a parlamentben.

### 2010
2010 tavaszán az államcsíny után a parlamentet feloszlatták. A június 27-ei népszavazáson elfogadott alkotmány (vagy alkotmánymódosítás?)  a képviselők számát 120 főre emelte, akiket pártlistáról, öt évre választottak. Az októberi választáson öt párt képviselői jutottak be a parlamentbe.

### 2005
69 helyet kapott a kormánypárt, hatot pedig az ellenzék. Megfigyelők szerint „az első körhöz képest láttak technikai fejlődést", de „az első körben még rengeteg hiányosság volt”. A tulipános forradalom után soha nem lett hivatalos ez a végeredmény. A hatalmon lévő  Kurmanbek Bakijev újabb választásokat írt ki, de később 2005-ről elnapolták egészen 2007-ig.

### 2000
- Képviselőház – 2000. február 20. és március 12.
- Törvényhozás –  2000. február 20. és március 12

Választási eredmények: A Felsőházban a következőképp oszlottak meg a megszerzett helyek:
- Demokratikus Erők Uniója – 12 (Narin, Dzsalalabad)
- kommunisták – 6 (Biskek, Tokmok, Iszik-köl, Talasz, Os)
- Az Én Országom Akciópárt – 4
- Függetlenek – 73
- Egyéb – 10

megjegyzés: Itt a két ház összesített eredménye szerepel.

### 1995
- Képviselőház – 1995. február 5.

megjegyzés: Nem mind a 70 helyet töltötték fel a február 5-i választáson. Két jelölt között sok helyen később volt még egy választás. A Képviselőház évente kétszer ülésezik.
- Törvényhozás – 1995. február 5.

megjegyzés: Nem mind a 35 helyet töltötték fel a február 5-i választáson. Két jelölt között sok helyen később volt még egy választás. A Képviselőház évente kétszer ülésezik.

megjegyzés: A törvényhozás az 1995. február 5-i választás után lett kétkamarás.

## Fordítás
- Ez a szócikk részben vagy egészben  az   Elections in Kyrgyzstan című angol Wikipédia-szócikk fordításán alapul.  Az eredeti cikk szerkesztőit annak laptörténete sorolja fel. Ez a jelzés csupán a megfogalmazás eredetét és a szerzői jogokat jelzi, nem szolgál a cikkben szereplő információk forrásmegjelöléseként.
- Ez a szócikk részben vagy egészben  a(z)   Жогорку Кенеш című orosz Wikipédia-szócikk ezen változatának fordításán alapul.  Az eredeti cikk szerkesztőit annak laptörténete sorolja fel. Ez a jelzés csupán a megfogalmazás eredetét és a szerzői jogokat jelzi, nem szolgál a cikkben szereplő információk forrásmegjelöléseként.

## Lásd még
- Választási rendszer